# Баев, Николай Георгиевич
Николай Георгиевич Баев (Никогайос Геворкович; арм. Նիկողայոս Գևորգի Բաև, 6 октября 1875, Астрахань – 5 августа 1949, Ереван) — российский и советский архитектор, в основном работавший в Баку и в Ереване.

## Биография
Родился в Астрахани. Армянин по происхождению. Родственник примы Мариинского театра Надежды Папаян. 
Учился в Астраханской гимназии, после чего окончил Институт гражданских инженеров (1901). 
С 1911 года работал Главным инженером Бакинской городской управы. В этот период он построил в Баку ряд зданий, включая Азербайджанский театр оперы и балета (бывший Театр братьев Маиловых), Сабунчинский вокзал, жилой квартал в районе Арменикенд и другие здания.
С 1927 года переехал в Ереван и работал главой Армсельстроя. Автор более 200 зданий, включая Ереванский госбанк, трест «Арарат», министерство юстиции. Член Союза архитекторов (1942). Награждён почётной грамотой Президиума Верховного Совета Армянской ССР (1945).

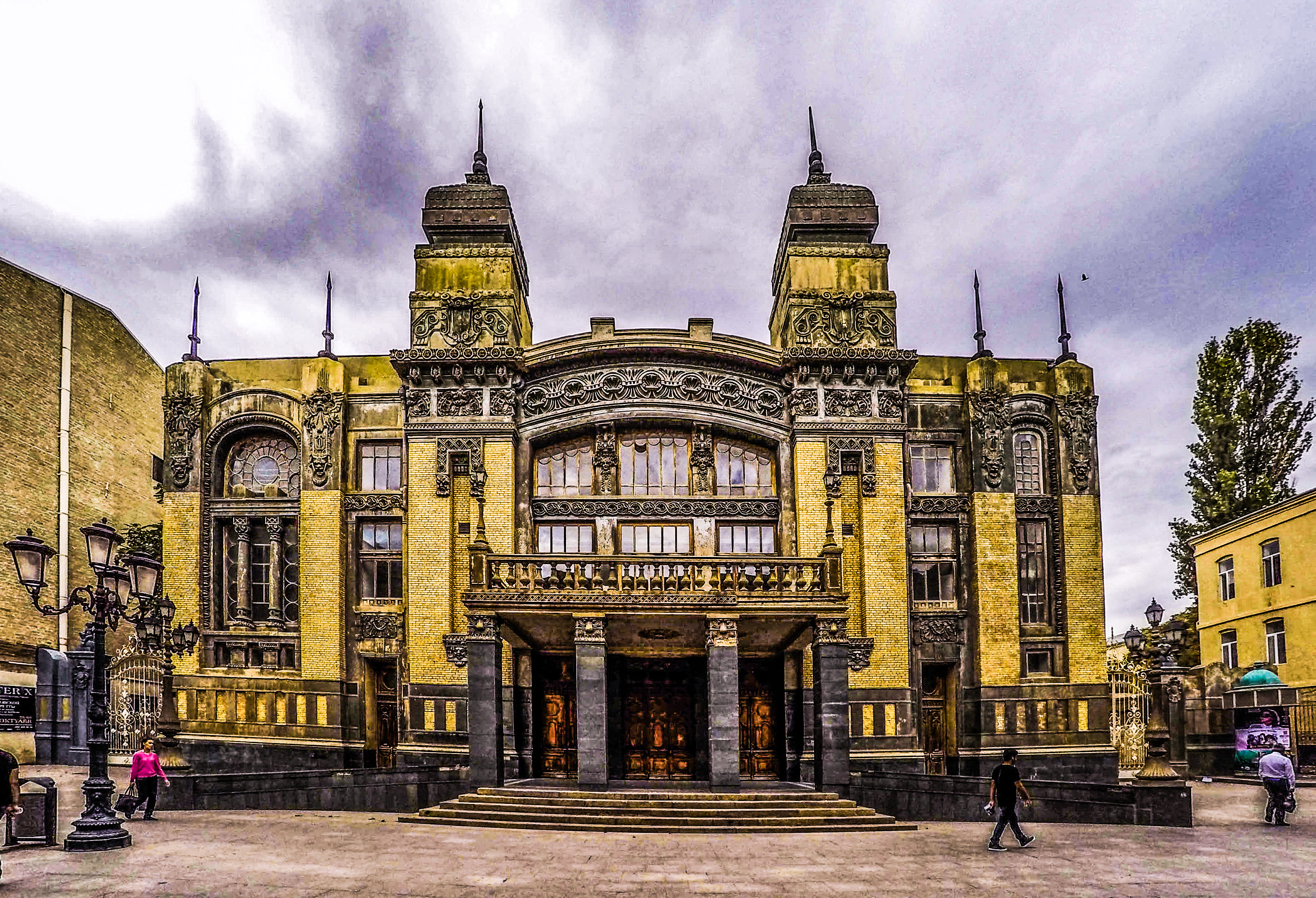
Азербайджанский театр оперы и балета
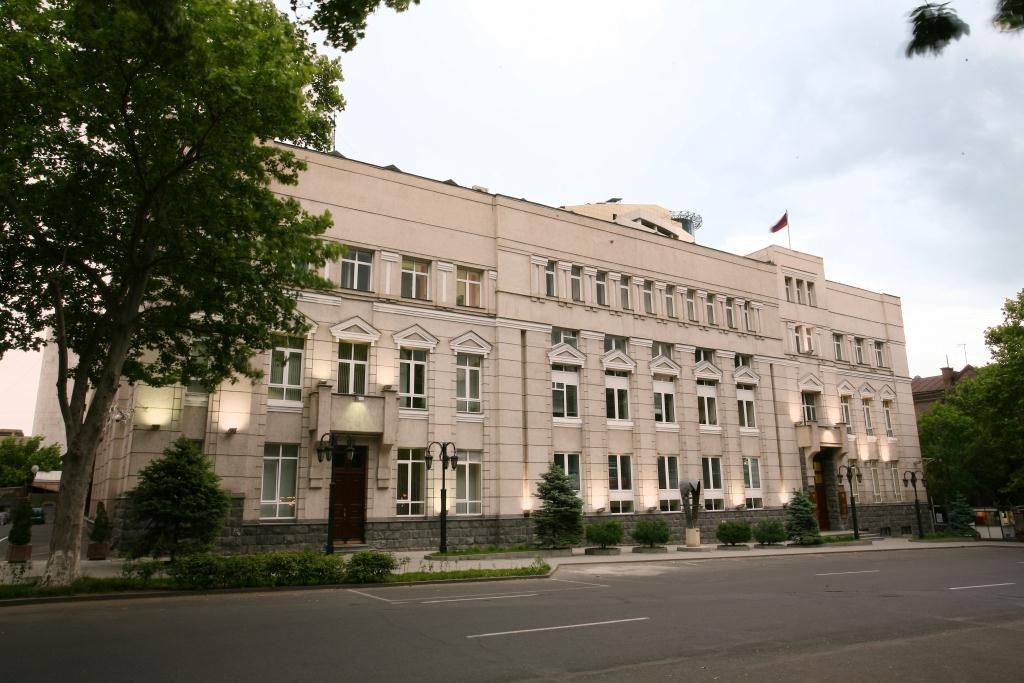
Госбанк Армении